# Creußen
Creußen är en stad i Landkreis Bayreuth i Regierungsbezirk Oberfranken i förbundslandet Bayern i Tyskland.
Staden ingår i kommunalförbundet Creußen tillsammans med köpingen Schnabelwaid och kommunerna Haag och Prebitz.